# Martijn de Zwart
Martijn de Zwart (* 8. November 1990 in Valkenburg, Südholland) ist ein ehemaliger niederländischer Fußballtorhüter. 

## Karriere
De Zwart wurde in der Jugendakademie von K.v.v. Quick Boys ausgebildet und debütierte dort 2009 für die Herrenmannschaft.
Aufgrund seiner guten Leistungen dort wurde er 2011 von ADO Den Haag verpflichtet, war da aber hinter Gino Coutinho und Robert Zwinkels nur dritter Torwart.
2014 wechselte der dann ablösefrei zurück zu den Quick Boys, wo der seine Karriere 2022 beendete.